# Maison du 92 rue Bicoquet à Caen
La maison du 92 rue Bicoquet est un édifice situé à Caen, dans le département français du Calvados, en France. Elle date du XVIIe siècle et est inscrite au titre des Monuments historiques.

## Localisation
Le monument est situé au 92 de la rue Bicoquet, à 300 mètres au nord-ouest de l'abbaye aux Hommes.

## Architecture

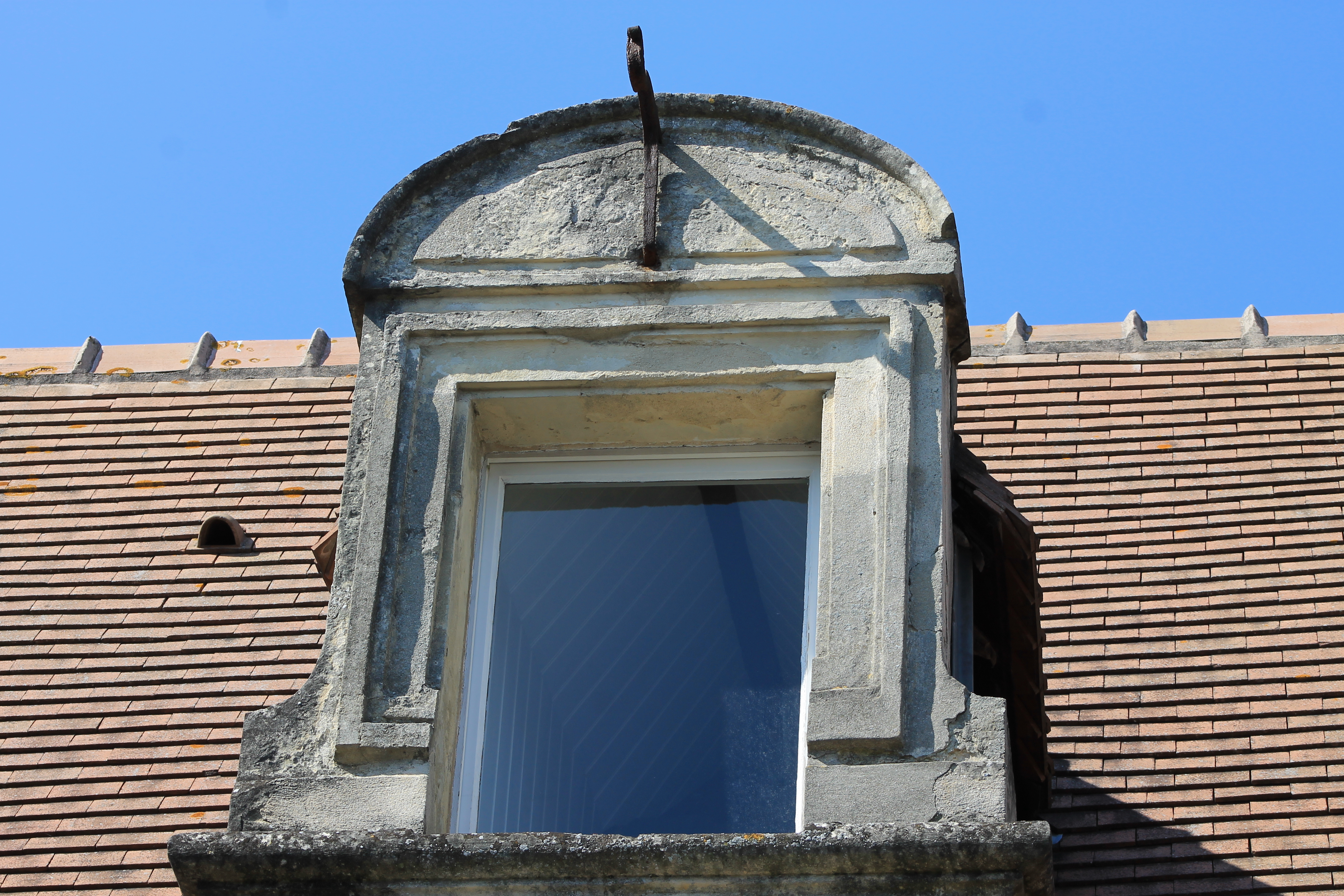
Une fenêtre.

L'édifice est inscrit au titre des Monuments historiques depuis le 25 juin 1929.